# Izdby

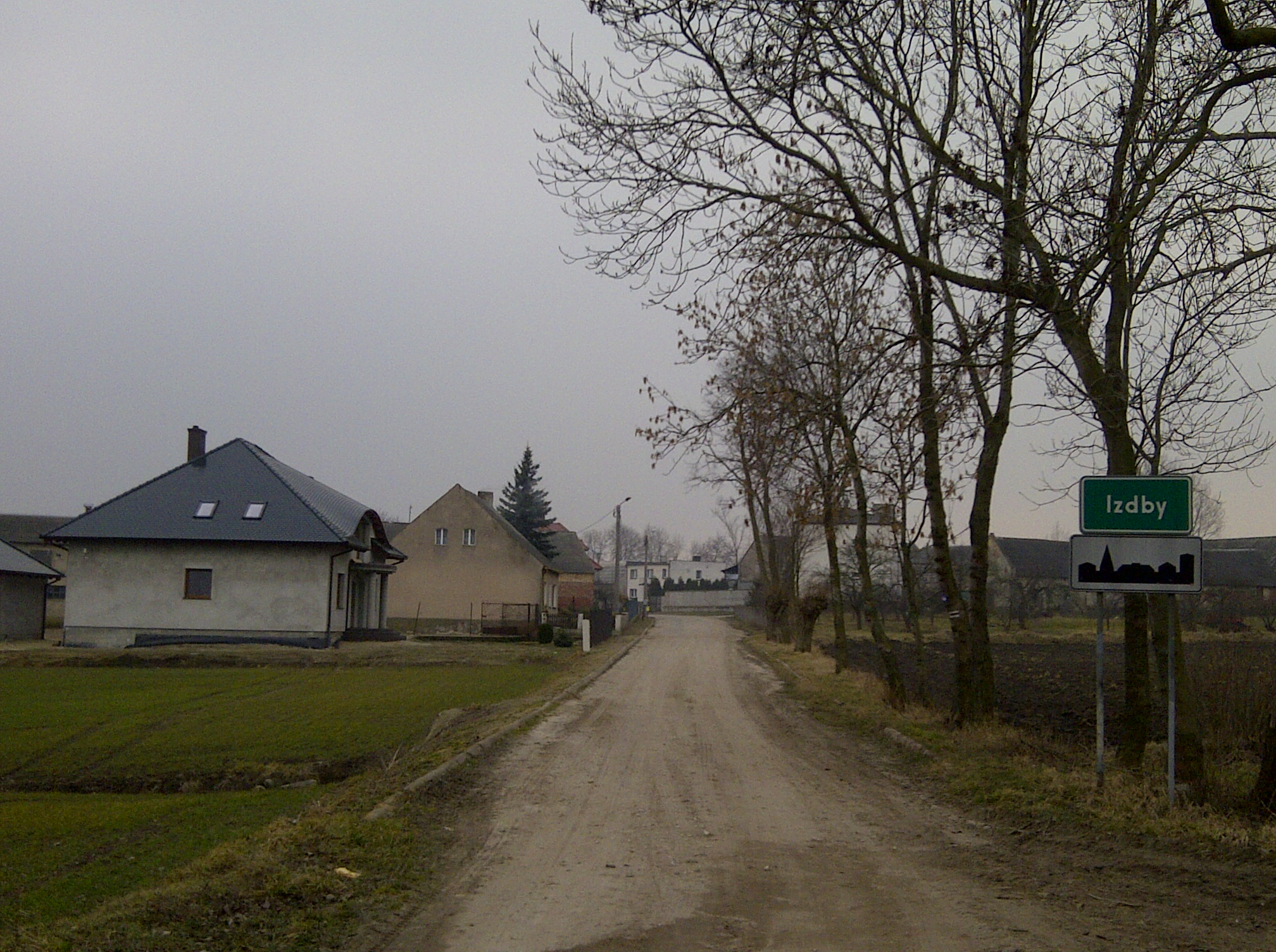
Zicht op Izdby

Izdby is een dorp in Polen, gelegen in het woiwodschap Koejavië-Pommeren, district Mogilno, in de gemeente Mogilno. In 2011 woonden er 56 mensen.

## Sport en recreatie
Door deze plaats loopt de Europese wandelroute E11. De E11 loopt van Den Haag naar het oosten, op dit moment de grens Polen-Litouwen. Ter plaatse komt de route van het zuidwesten vanaf Wydartowo en vervolgt in noordoostelijke richting naar Mogilno